# Emasagra
Emasagra es una empresa que gestiona el ciclo integral del agua de la ciudad de Granada que opera desde 1982. 

## Accionariado
El 51% de las acciones pertenecen al Ayuntamiento de Granada y el 49% pertenece a la empresa Aquagest Sur, perteneciente al grupo Agbar.

## Recursos técnicos
La estación de tratamiento de agua potable ETAP está situada en Lancha del Genil. Sus características son:
- Capacidad máxima de tratamiento: 2450 L/s
- Volumen medio tratado: 104.313 m³/día.
- Dotación media de agua: 136 L por persona y día.

Emasagra posee también dos estaciones depuradoras de aguas residuales: EDAR Sur y EDAR Oeste.